# Adaptive Server Enterprise
Adaptive Server Enterprise (сокращённо ASE или Sybase ASE, ранее известная как Sybase SQL Server) — реляционная система управления базами данных компании SAP, одна из СУБД, использующая в качестве основного процедурного SQL-расширения язык Transact-SQL. Изначально создана компанией Sybase в 1987 году и долгое время разрабатывавшаяся совместно с Microsoft SQL Server.
Будучи самым известным продуктом компании Sybase, в русскоязычной литературе иногда именовалась как СУБД Sybase.

## История
Adaptive Server Enterprise, под наименованием Sybase SQL Server, начал разрабатываться в 1987 году и является исторически первым и самым известным продуктом компании Sybase. Архитекторы Sybase SQL Server — сооснователь компании Sybase Боб Эпштейн (англ. Bob Epstein) и Том Хаггин (англ. Tom Haggin) — ранее работали в департаменте вычислительной техники Калифорнийского университета в Беркли (в котором в конце 1970-х годов разрабатывалась СУБД Ingres). В первые годы СУБД развивали на платформах SunOS и VAX/VMS.
Выпущенный в 1988 году продукт SQL Server 1.0 был создан совместно с Microsoft и Ashton-Tate для платформы OS/2, на основе кодов первых СУБД Sybase для Unix и VAX/VMS. При этом отмечалось, что версия СУБД для Unix была существенно более производительной, чем версия для OS/2.
Ashton-Tate после поглощения компанией Borland в 1991 году прекратила сотрудничество, а Sybase и Microsoft совместно выпускали новые версии продукта, реализуя их, соответственно, под именами Sybase SQL Server и Microsoft SQL Server. В 1994 году компании выпустили SQL Server для платформы Windows NT. При этом, альянс развивал и версии для Unix.
Sybase и Microsoft в 1996 году приняли решение прекратить совместное развитие продукта, и самостоятельно развивать каждый свою ветку. Таким образом появились две различных СУБД с общим наследием в виде процедурного языка Transact-SQL и архитектуры обработки данных: Sybase Adaptive Server Enterprise и Microsoft SQL Server. Последней разработанной совместно с Microsoft версией была Sybase SQL Server 11.0, версия 11.5 была выпущена уже  независимо.
Начиная с версии 11.9.2 (1998 год выпуска) в СУБД поддержана блокировка на уровне записей, а в версии 12.0 (выпущенной в 1999 году) — реализована поддержка распределённых транзакций. В версии 12.5 (2001 год) реализован встроенный EJB-контейнер в сервер базы данных.
Номера 13 и 14 не присваивались версиям СУБД во избежание нежелательных ассоциаций с суевериями, связанными с этими числами.
В 2005 году вышла версия 15, в которой, в частности, реализованы такие возможности, как секционирование, виртуальные колонки, многие инициализационные параметры экземпляров баз данных стали динамическими (то есть, появилась возможность менять их значения во время эксплуатации без перезапуска экземпляра). В июне 2010 года выпущена ветка 15.5 для операционных систем Windows, AIX, HP-UX, Solaris, Linux, главным новшеством стала реализация вычислительной модели базы данных в оперативной памяти. В версии 15.7 2011 года выпуска осуществлена кардинальная переработка ядра системы: межпроцессная модель IPC заменена на многопоточную для Unix-систем.